# Poblete, Spanien
Poblete är en kommunhuvudort i Spanien.   Den ligger i provinsen Provincia de Ciudad Real och regionen Kastilien-La Mancha, i den centrala delen av landet, 170 km söder om huvudstaden Madrid. Poblete ligger 625 meter över havet och antalet invånare är 964.
Terrängen runt Poblete är platt. Runt Poblete är det ganska glesbefolkat, med 34 invånare per kvadratkilometer. Närmaste större samhälle är Ciudad Real, 7,2 km nordost om Poblete. Trakten runt Poblete består till största delen av jordbruksmark.